# Pièce commémorative de 1 dollar américain pour le 50e anniversaire d'USO
La pièce commémorative de 1 dollar américain pour le 50e anniversaire d'USO (United Service Organizations) est une pièce commémorative, non circulante, émise par la Monnaie des États-Unis en 1991 et frappée par les Monnaies de San Francisco et de Denver.
Cette pièce d'un dollar est autorisée par la loi 101-404 du 2 octobre 1990, qui prévoit l'émission d'une pièce commémorative pour le 50e anniversaire de la fondation de l'United Service Organizations (USO), une organisation à but non lucratif fournissant des services moraux et de loisirs aux membres des forces armées des États-Unis dans le monde entier.

## Contexte
La United Service Organizations Inc. (USO) est une organisation caritative américaine à but non lucratif qui offre des divertissements en direct tels que des humoristes, des acteurs et des musiciens, des installations sociales et d'autres programmes aux membres des forces armées des États-Unis et à leurs familles. Depuis 1941, elle travaille en partenariat avec le département de la Guerre, puis avec le département de la Défense, s'appuyant fortement sur des contributions privées ainsi que sur des fonds, des biens et des services de divers donateurs, qu'ils soient des entreprises ou des particuliers. Bien qu'elle ait une charte du Congrès, elle n'est pas une agence gouvernementale.
Fondée pendant la Seconde Guerre mondiale, l'USO cherche à être le « foyer loin du foyer » pour les soldats et initie une tradition de divertissement pour les troupes ainsi que la mise en place d'installations sociales. La participation à l'USO est l'une des nombreuses façons dont la nation se mobilise pour soutenir l'effort de guerre, avec près de 1,5 million de personnes offrant volontairement leurs services de quelque manière que ce soit. L'USO est initialement dissoute en 1947, mais est relancée en 1950 pour la guerre de Corée, après quoi elle continue à fournir des services en temps de paix. Pendant la guerre du Viêt Nam, des installations sociales de l'USO sont parfois situées dans des zones de combat,.
En 1991, une pièce commémorative d'un dollar en argent est produite pour célébrer le 50e anniversaire des United Service Organizations. Les pièces doivent être produites en finition brillant universel et belle épreuve et doivent être prêtes pour le Jour du drapeau le 14 juin 1991. Les bénéfices provenant des surtaxes sur les dollars USO doivent être répartis également entre l'USO et le Trésor américain. La loi habilitante, la Loi publique 101-404, est approuvée le 2 octobre 1990. Le prix de chaque pièce comprend une surtaxe de 7 $, dont 50 % sont destinés à l'USO pour financer des programmes, y compris les centres aéroportuaires, les centres de flottes, les centres familiaux et communautaires, et les divertissements avec des célébrités, les 50 % restants étant affectés à la dette nationale.

## Dessin

Logo de la United Service Organizations (USO), reproduit sur l'avers de la pièce commémorative.

Cinq artistes du secteur privé et des artistes du département de la gravure de la Monnaie sont invités à soumettre des esquisses. Le 17 janvier 1991, la Commission des beaux-arts approuve les dessins. Plus tard, les motifs sont approuvés par le secrétaire au Trésor, Nicholas F. Brady.
Le design de Robert Lamb, artiste et calligraphe originaire de Lincoln, Rhode Island, est sélectionné par le Secrétaire du Trésor Nicholas F. Brady pour l'avers du dollar en argent commémoratif de l'USO. Une esquisse envoyée par la Monnaie à la Commission des beaux-arts montre que l'avers est entièrement composé de lettres, à l'exception d'une banderole. Les inscriptions comprennent IN GOD WE TRUST, 50th ANNIVERSARY, « USO », sur une banderole, avec trois étoiles de chaque côté, et LIBERTY 1991.
Le design du revers du dollar en argent de l'USO est créé par John Mercanti. L'esquisse soumise à la Commission des beaux-arts illustre un aigle, tourné vers la droite, avec un ruban portant l'inscription « USO » dans son bec, perché sur un globe terrestre. Un arc de 11 étoiles se trouve dans l'espace sous le globe. Les inscriptions comprennent UNITED STATES OF AMERICA, FIFTY YEARS / SERVICE, sur le côté gauche de la pièce, TO SERVICE / PEOPLE, sur le côté droit de la pièce, E PLURIBUS UNUM et ONE DOLLAR.

## Production et vente
La loi autorisant l'émission de ces pièces commémoratives prévoit une émission maximale d'un million d'exemplaires. La pièce est produite à la Monnaie de Denver dans sa version brillant universel, tandis que la Monnaie de San Francisco se charge de la frappe des pièces avec une finition belle épreuve, et l'émission est disponible à l'achat par la population à partir du 8 juillet 1991, lors du défilé des troupes revenant de l'opération Tempête du Désert, à Washington.
La production s'élève à 124 958 pièces dans sa condition brillant universel et 321 275 en version belle épreuve, ce qui donne un total de 446 233 exemplaires, soit près de la moitié de l'émission maximale autorisée par la loi.
La pièce est commercialisée au prix de 26 dollars en condition brillant universel et 31 dollars en version belle épreuve. Conformément à la loi autorisant la pièce, la moitié des bénéfices provenant de sa vente est destinée à l'USO pour le financement de ses programmes dans les aéroports, les bases de flottes et les centres familiaux et communautaires ; et l'autre moitié est restituée au Trésor dans le but de réduire la dette nationale.